# Остафьево (село)
Остафьево — село в Новомосковском административном округе Москвы  (до 1 июля 2012 года в составе Подольского района Московской области). Входит в состав района Щербинка.

## Название села
В 1627-1646 годах Остафьево называлось "сельцом Львовым Остафьевым на речке Любуч, да на враге".   В 1678 году "сельцом Львовым, Остафьевым тож". В 1704 и 1709 годах оно одновременно называется "сельцом" и "деревней", "на родниках и суходолье". В 1786 году в Остафьево значится церковь во имя Живоначальной Троицы и оно именуется уже селом, теряя в то же время первую часть своего названия Львово. При первом владельце из Вяземских, князе Андрее Ивановиче оно носит название "села Остафьево, Климово тож" (роща между Остафьевым и с. Никульским называлась Климовской). В 1813 году село носит одно название - Остафьево.
В правописании Остафьево в старину писалась только через "О", а не "А" и только случайно в исповедных книгах 1786 года оно записано Астафьевым. Название Остафьево произошло фамилии владельца: в переписных книгах 1704 года в соседнем сельце Рязанов упоминается "полуголова Родион Григорьев Остафьев".

## Население
В 1617 году в Остафьево указывается 2 двора помещиков  с 3 деловыми людьми, 11 дворов крестьянских, людей в них 15 человек. В 1627 году на 11 жилых дворов значится 8 дворов бобыльских, а людей в них 11 человек. С 1627 по 1646 год число жителей почти удвоилось: дворов 17, а людей 43 человека. По переписи 1678 года указывается 8 дворов и 27 человек крестьян. В 1704 году в Остафьево появляется новый населенный пункт "половина деревни Львова, Остафьево тож, на родниках" с 24 дворами и 82 крестьянами, что скорее всего связано с вывозом крестьян княжной Львовой с других вотчин. По переписи 1709 года число крестьян уменьшилось с 82 до 43 человек, что так же связано с вывозом крестьян или их продажей. В 1813 году в вотчине князя Петра Андреевича Вяземского по клировой книге показано: господский двор с 61 дворовыми мужчинами и женщинами и 39 дворов крестьянских, в которых живут 127 мужчин и 177 женщин.
Согласно Всероссийской переписи, в 2002 году в селе проживало 228 человек (100 мужчин и 128 женщин). По данным на 2005 год в деревне проживало 178 человек.
| 2002 | 2006 | 2010  |
| ---- | ---- | ----- |
| 228  | ↘178 | ↗1149 |

## Расположение
С 1627 по 1709 год Остафьево значится в Московском уезде в Молоцком стане. В 1786 году в том же уезде в Подольском округе. В 1800 году в Звенигородском округе, а в 1813 году вновь в Подольском округе.
Село Остафьево расположено примерно в 8 км к северу от центра города Подольска. Ближайшие населённые пункты — деревня Рязаново и посёлок Остафьево.
Рядом с селом расположен аэропорт Остафьево. До села ходит автобус от станции Щербинка Курского направления МЖД.

## История
Село упоминается в летописи в 1340 году. Согласно писцовой книге 1627 года, село принадлежало думному дворянину Прокофию Петровичу Ляпунову, за которым Остафьево было в поместье не позже его смерти в 1611 году. С 1616 года половиной Остафьева по "отдельной выписи" владел его сын Владимир Прокофьевич и в это время Остафьево уже имеет вид помещичьей усадьбы. Другой же половиною с 1625 года по ввозной грамоте владел Грязной Чулков Бартенев, в роде которого оно переходит и в XVIII век, когда в 1709 году делится на три части: первая принадлежит вдове, княгине Авдотье Андревне Львовой, а две другие - за Бартеневым и за Петром Федоровичем Соймоновым. Ляпуновская часть еще в 1678 году переходит также Бартеневу. В 1786 году Остафьево показывается за "содержателем красочной фабрики, купцом Иваном Ивановичем Сухаревым". В 1792 году село было приобретено князем Андреем Ивановичем Вяземским и после его смерти в 1808 году переходит его сыну князю Петру Андреевичу. В селе была выстроена усадьба, сохранившаяся до наших дней.

### Обозначение на картах и планах
Геометрический план Московского уезда Молоцкого стана села Климова с деревней Астафьево. 14 июля 1768 года.

## Достопримечательности
В селе расположена усадьба Остафьево, построенная в начале XIX века. Усадьбой владели Вяземские и Шереметевы. В усадьбе бывали многие известные русские писатели и поэты. В настоящее время в усадьбе действует музей. Усадьба является памятником архитектуры федерального значения.
В селе находится Троицкая церковь, построенная в 1781 году. Церковь является действующей.
Приход села Остафьево в 1813 году составляли сельца Резаново, Никульское и деревня Молодцы. В штате церкви значились: священник, дьячок. пономарь и просвирня. Усадебной отмежеванной земли при церкви не имелось, священно-служители жили в двух господских домах на господской земле, имея от них дрова и прочее обеспечение.

## Образование
В селе Остафьево находятся два учебных заведения: Остафьевская вечерняя (сменная) общеобразовательная школа и Остафьевская средняя общеобразовательная школа.